# Xarifa insularis
Xarifa insularis är en skalbaggsart som beskrevs av Henry Clinton Fall 1905. Xarifa insularis ingår i släktet Xarifa och familjen trägnagare. Inga underarter finns listade i Catalogue of Life.